# Петро Загоровський
Петро Загоровський (? — 1566) — боярин, урядник в українських землях ВКЛ. Представник роду Загоровських гербу Корчак. Патрон церкви у Володимирі (нині відома як «Василівська ротонда»). За його сприяння почали розбудовувати Загорівський монастир. Посади: луцький ключник, господарський маршалок. Син Василь — брацлавський каштелян, черкаський староства.